# Orconectes cooperi
Orconectes cooperi är en kräftdjursart som beskrevs av M. R. Cooper och Hobbs 1980. Orconectes cooperi ingår i släktet Orconectes och familjen Cambaridae. IUCN kategoriserar arten globalt som livskraftig. Inga underarter finns listade i Catalogue of Life.